# Марин (Салаж)
Марин (рум. Marin) насеље је у Румунији у округу Салаж у општини Красна. Oпштина се налази на надморској висини од 296 m.

## Становништво
Према подацима из 2002. године у насељу је живело 995 становника, од којих су сви румунске националности.